# 崔僧淵
崔 僧淵（さい そうえん、生没年不詳）は、中国の南北朝時代の官僚・軍人。本貫は清河郡東武城県。『北史』では、避諱により名を僧深と書かれる。

## 経歴
崔目連の子として生まれた。467年（皇興元年）、北魏の慕容白曜が歴城を包囲すると、僧淵は叔父の崔道固の下で城内にあった。歴城が陥落し、兄弟たちとともに北魏に入り、薄骨律鎮に移された。太和初年、平城に入ることができた。文学や仏教経典の識見を買われて、孝文帝と談論して喜ばれた。後に尚書儀曹郎となった。洛陽遷都の後に、青州中正となった。まもなく広陵王元羽の下で征東諮議参軍となり、顕武将軍の号を加えられた。海賊を黄郭で討ち、これを撃破した。斉の明帝は族兄の崔恵景に信書を送らせて、北魏入国の不正を咎めさせたが、僧淵は返書してこれに反論した。龍驤将軍・南青州刺史として出向した。後に独断で軍を出動させた罪に問われて幽閉されたが、赦免された。70数歳で死去した。

## 妻子

### 妻
- 房氏（先妻。崔伯驎・崔伯驥の2子を生んだ。離縁されて2子とともに冀州に住んだ）
- 杜氏（後妻。平原郡の人。僧淵とともに薄骨律鎮に移り、崔伯鳳・崔祖龍・崔祖螭・崔祖虬の4子を生んだ。平城に入ると、僧淵は先妻の房氏を離縁し、杜氏や4子とともに青州に住んだ）

### 子
- 崔伯驎（奉朝請。歩兵校尉・楽陵郡太守・中堅将軍。冀州長史。大乗の乱の討伐に参加して煮棗城で敗死した）
- 崔伯驥（京兆王元愉の下で法曹参軍となったが、元愉の反乱に従わず、殺害された）
- 崔伯鳳（奉朝請・員外郎。鎮遠将軍や前将軍の号を受け、たびたび将帥となった。530年、源子恭とともに丹谷を守り、戦没した）
- 崔祖龍（司空行参軍。父の死後、異母兄の崔伯驎と嫡庶を争った）
- 崔祖螭（小字は社客。刺史の元羅の下で統軍を兼ね、軍を率いて海賊を討った。531年に張僧皓とともに反乱を起こし、青州を包囲したが、爾朱仲遠の派遣した将軍に討たれて、その首級は洛陽に送られた）
- 崔祖虬（若くして学問を好み、秀才に挙げられたが、官につかなかった）

## 伝記資料
- 『魏書』巻24 列伝第12
- 『北史』巻21 列伝第9